# Clásica San Sebastián 1990
De 10de editie van de wielerwedstrijd Clásica San Sebastián werd gehouden op 11 augustus 1990 in en rondom de Baskische stad San Sebastián, Spanje. De editie van 1990 ging over een afstand van 248 kilometer en was de zevende wedstrijd in de strijd om de Wereldbeker. Titelverdediger in deze Noord-Spaanse wielerklassieker was de Oostenrijker Gerhard Zadrobilek. 

## Uitslag
| Clásica San Sebastián 1990 (248 kilometer) |                  |                      |          |
| Plaats                                     | Naam             | Ploeg                | Tijd     |
| Winnaar                                    | Miguel Indurain  | Banesto              | 6u19'59" |
| 2                                          | Laurent Jalabert | Toshiba              | + 2' 24" |
| 3                                          | Sean Kelly       | PDM-Ultima-Concorde  | z.t.     |
| 4                                          | Tony Rominger    | Chateau d'Ax-Salotti | z.t.     |
| 5                                          | Federico Echave  | CLAS-Cajastur        | + 2' 29" |
| 6                                          | Steve Bauer      | 7 Eleven-Hoonved     | z.t.     |
| 7                                          | Enrique Aja      | Teka                 | z.t.     |
| 8                                          | Jesús Rodríguez  | Banesto              | z.t.     |
| 9                                          | Pascal Richard   | Helvetia-La Suisse   | z.t.     |
| 10                                         | Marino Lejarreta | ONCE                 | z.t.     |
|                                            |                  |                      |          |
| 15                                         | Marc Sergeant    | Panasonic-Sportlife  | + 3' 59" |
| 39                                         | Eddy Bouwmans    | Panasonic-Sportlife  | + 4' 11" |

1981 · 1982 · 1983 · 1984 · 1985 · 1986 · 1987 · 1988 · 1989 · 1990 · 1991 · 1992 · 1993 · 1994 · 1995 · 1996 · 1997 · 1998 · 1999 · 2000 · 2001 · 2002 · 2003 · 2004 · 2005 · 2006 · 2007 · 2008 · 2009 · 2010 · 2011 · 2012 · 2013 · 2014 · 2015 · 2016 · 2017 · 2018 · 2019 · 2020 · 2021 · 2022 · 2023 · 2024